# Situazione pericolosa
Situazione pericolosa (I Wake Up Screaming) è un film noir del 1941 diretto da H. Bruce Humberstone.

## Trama
A New York, prima della seconda guerra mondiale, il talent scout Frankie Christopher viene ingiustamente sospettato e sistematicamente vessato da un detective che vuole a tutti i costi mandarlo sulla sedia elettrica per l'omicidio di una giovane starletta introdotta nell'ambito dello spettacolo dallo stesso Frankie Christopher. La sorella della ragazza assassinata, dopo un'iniziale ritrosia, inizia ad innamorarsi di Christopher.

## Cast
Questo è il primo film non musicale interpretato da Betty Grable.